# Clarias maclareni
Clarias maclareni är en fiskart som beskrevs av Ethelwynn Trewavas 1962. Clarias maclareni ingår i släktet Clarias och familjen Clariidae. IUCN kategoriserar arten globalt som akut hotad. Inga underarter finns listade i Catalogue of Life.